# 盖尔塔斯
盖尔塔斯（法語：Gueltas，法語發音：[ɡɛltas]）是法国莫尔比昂省的一个市镇，属于蓬蒂维区。

## 地理
盖尔塔斯（48°5'39"N, 2°47'45"W）面积20.45 平方千米，位于法国布列塔尼大區莫尔比昂省，该省份为法国西北部沿海省份，位于布列塔尼半岛南部，北起阿摩尔滨海省、西接菲尼斯泰尔省，南濒大西洋，东南接大西洋卢瓦尔省，东临伊勒-维莱讷省。
与盖尔塔斯接壤的市镇（或旧市镇、城区）包括：圣戈纳里、圣莫当、罗昂、克雷丹、凯尔富恩、努瓦亚勒蓬蒂维、圣热朗-克鲁瓦桑韦克。

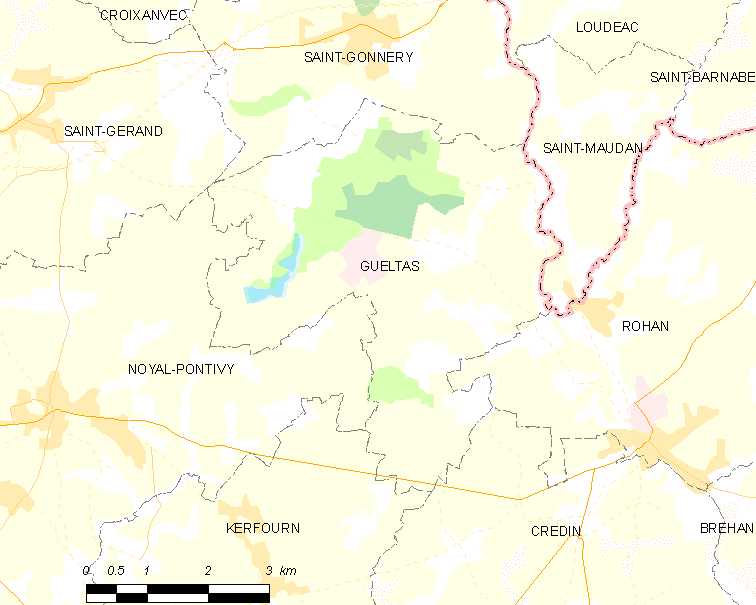
盖尔塔斯的OSM定位图

盖尔塔斯的时区为UTC+01:00、UTC+02:00（夏令时）。

## 行政
盖尔塔斯的邮政编码为56920，INSEE市镇编码为56072。

## 政治
盖尔塔斯所属的省级选区为蓬蒂维县。

## 人口

1962-2008年间盖尔塔斯人口变化图示

盖尔塔斯于2022年1月1日时的人口数量为532人。